# Takashi Amano (Fußballspieler)
Takashi Amano (japanisch 天野 貴史 Amano Takashi; * 13. April 1986 in der Präfektur Kanagawa) ist ein ehemaliger japanischer Fußballspieler.

## Karriere
Amano erlernte das Fußballspielen in der Jugendmannschaft von Yokohama F. Marinos. Seinen ersten Vertrag unterschrieb er 2004 bei Yokohama F. Marinos. Der Verein spielte in der höchsten Liga des Landes, der J1 League. 2013 wurde er mit dem Verein Vizemeister der J1 League. Für den Verein absolvierte er 45 Erstligaspiele. 2014 wurde er an den Zweitligisten JEF United Chiba ausgeliehen. Für den Verein absolvierte er sieben Ligaspiele. 2015 kehrte er zu Yokohama F. Marinos zurück. 2016 wechselte er zum Drittligisten AC Nagano Parceiro. Für den Verein absolvierte er 37 Ligaspiele. Ende 2017 beendete er seine Karriere als Fußballspieler.

## Erfolge
Yokohama F. Marinos
- J1 League

Meister: 2004
Vizemeister: 2013
- Kaiserpokal

Sieger: 2013